# Ar-Rumaythah (distrikt)
ar-Rumaythah är ett distrikt i Irak. Huvudort är orten med samma namn. Det ligger i provinsen al-Muthanna, i den centrala delen av landet, 220 km söder om huvudstaden Bagdad.